# Caulibugula longiconica
Caulibugula longiconica is een mosdiertjessoort uit de familie van de Bugulidae. De wetenschappelijke naam van de soort is voor het eerst geldig gepubliceerd in 1985 door Liu.